# 林家瑩
林家瑩（1982年11月5日—）是臺中市大里區人，台灣田徑運動員，擅長項目鉛球，為臺灣女子鉛球（4公斤）前全國紀錄保持保持人。

## 生平
林家瑩於2007年秋至2008年北京奧運前曾與張銘煌一同接受德國柏林投擲教練Werner Goldmann指導。林家瑩在2010年3月11日至2010年11月10日與男子鉛球選手張銘煌一同於美國喬治亞州雅典城喬治亞大學接受投擲教練Donald Babbitt指導。
林家瑩代表臺灣參加2010年廣州亞運田徑女子鉛球賽事擲出17.06公尺獲第四名, 並再次創新臺灣女子鉛球新紀錄，也是臺灣第一次女子鉛球突破17公尺。廣州亞運結束後，林家瑩以專任運動教練資格進入國立體育大學田徑隊擔任投擲助理教練。
林家瑩於2012年5月26日臺灣國際田徑錦標賽擲出17.38米再破全國紀錄，並取得倫敦奧運參賽資格(B標)。林家瑩於2012倫敦夏季奧運會資格賽中擲出17公尺43再破全國紀錄。
2014年仁川亞運，林家瑩擲出17公尺48再破全國紀錄，以第四名作收。

## 工作
- 國立體育大學田徑投擲隊專任運動教練 2011年~2016年
- 國立臺北教育大學體育學系專任講師

## 學歷
- 臺中縣立大里高中國中部
- 國立大甲高級中學
- 國立臺北師範學院體育系
- 國立體育大學運動技術研究所（2009年畢業）

## 教練
- 洪春成1996－1998年
- 林啟仲1998－2001年
- 水心蓓2001－2005年
- 呂景義2005－2007年
- Werner Goldmann 2007－2008年
- 呂景義2008－2009年
- Donald Babbitt 2010年3月－2010年11月

## 曾獲獎項
- 2012年臺灣國際田徑錦標賽女子鉛球金牌（17.38m）
- 2001年亞洲青年田徑錦標賽女子鉛球亞軍。
- 2006年杜哈亞運女子鉛球銅牌。
- 2008.6.28 Gothaer Schloss Kugelstossmeeting德國Gotha城堡鉛球賽第三名（16.79公尺）
- 2009.5.7 全國大專校院運動會女子鉛球金牌（16.91公尺）
- 2009 亞洲田徑錦標賽女子鉛球銅牌
- 2009 東亞運動會女子鉛球銀牌

## 外部連結
- 林家瑩在国际奥林匹克委员会的资料
- 林家瑩在的頁面
- Gothaer Schloss Kugelstossmeeting （页面存档备份，存于）
- 中時電子報[永久]